# Ken Hughes
Ken Hughes (Liverpool, 19 gennaio 1922 – Los Angeles, 28 aprile 2001) è stato un regista, scrittore e produttore cinematografico inglese.
Dopo il successo di Citty Citty Bang Bang Ken scrisse il primo episodio di Prime Suspect nel 1969, ben 24 anni prima che Lynda La Plante lo adattasse per la televisione.

## Filmografia

### Regista
- Sette secondi più tardi (Timeslip) (1955)
- Amare per uccidere (Wicked as They Come) (1956)
- Schiavo d'amore (Of Human Bondage), co-regia di Bryan Forbes (1964)
- James Bond 007 - Casino Royale (Casino Royale), co-regia di John Huston, Val Guest, Robert Parrish e Joseph McGrath (1967)
- Progetto micidiale (The Internecine Project) (1974)
- Sextette (1978)

### Regista e produttore
- Arrivederci, Baby! (Drop Dead Darling) (1966)

### Regista e sceneggiatore
- Il garofano verde (The Trials of Oscar Wilde) (1960)
- Citty Citty Bang Bang (Chitty Chitty Bang Bang) (1968)
- Cromwell - Nel suo pugno la forza di un popolo (Cromwell) (1970)
- Lo stallone erotico (Alfie Darling) (1976)

### Sceneggiatore

#### Cinema
- Città sotto inchiesta (Town on Trial), regia di John Guillermin (1957)

#### Televisione
- Sammy, regia di Branko Ivanda – film  TV (1972)
- Oil Strike North – serie  TV,  episodio 1x1 (1975)